# Koinobori
Koinobori (鯉幟), mang ý nghĩa là "cờ cá chép" trong tiếng Nhật (còn được biết đến với tên gọi satsuki-nobori (皐幟)), là một loại cờ đón gió truyền thống mô phỏng hình dạng cá chép, được treo tại Nhật Bản để chào mừng ngày lễ kỉ niệm truyền thống trong năm của quốc gia, có tên gọi là Tango no Sekku (端午の節句) hay còn gọi là ngày Thiếu nhi  được hiểu như ngày lễ bé trai Nhật Bản. Loại cờ này được tạo ra bởi những mẫu cá chép vẽ trên giấy và trang trí màu sắc sặc sỡ, chất liệu bằng vải hoặc những loại sợi không dệt khác.

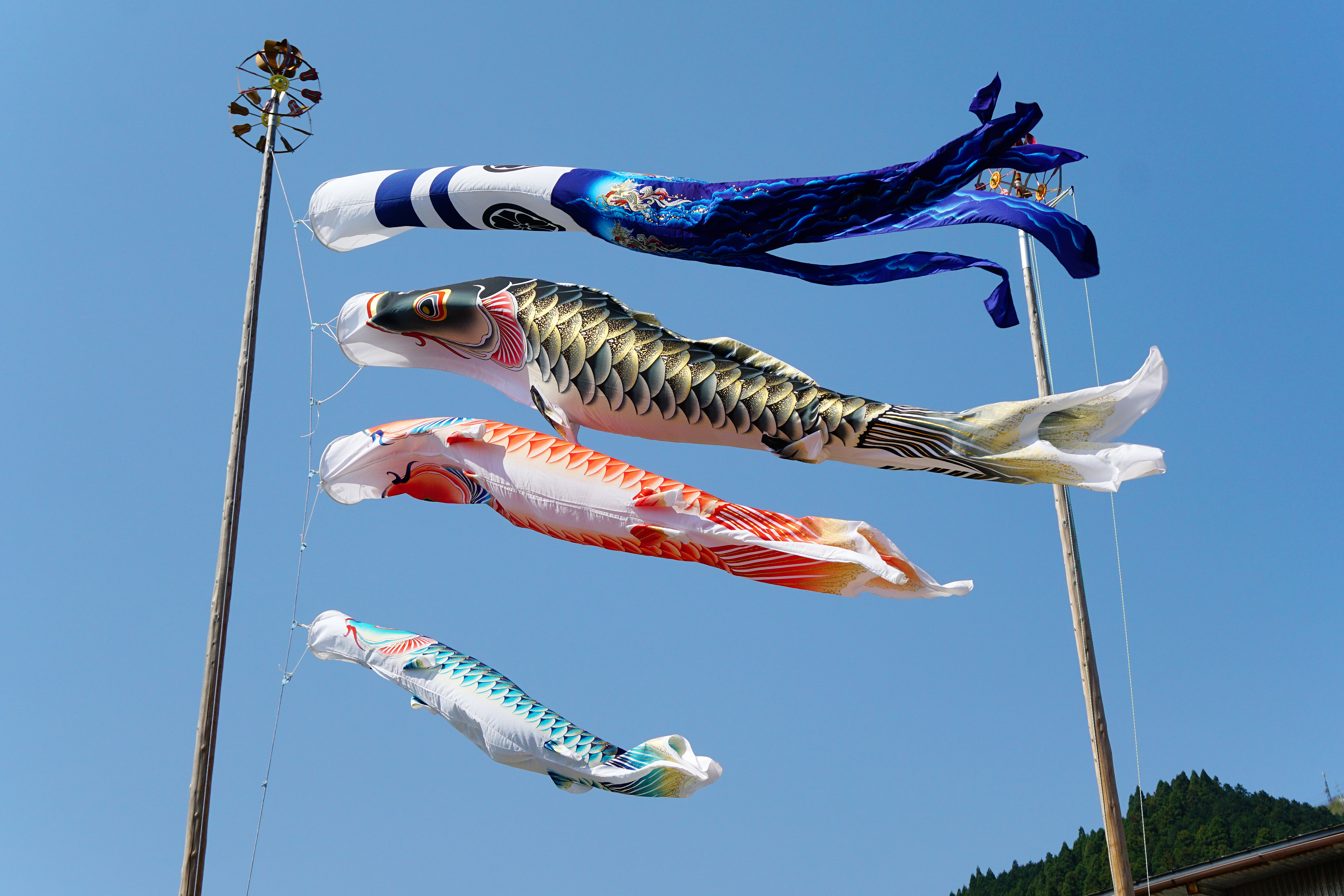
Koinobori treo đứng trên sào.

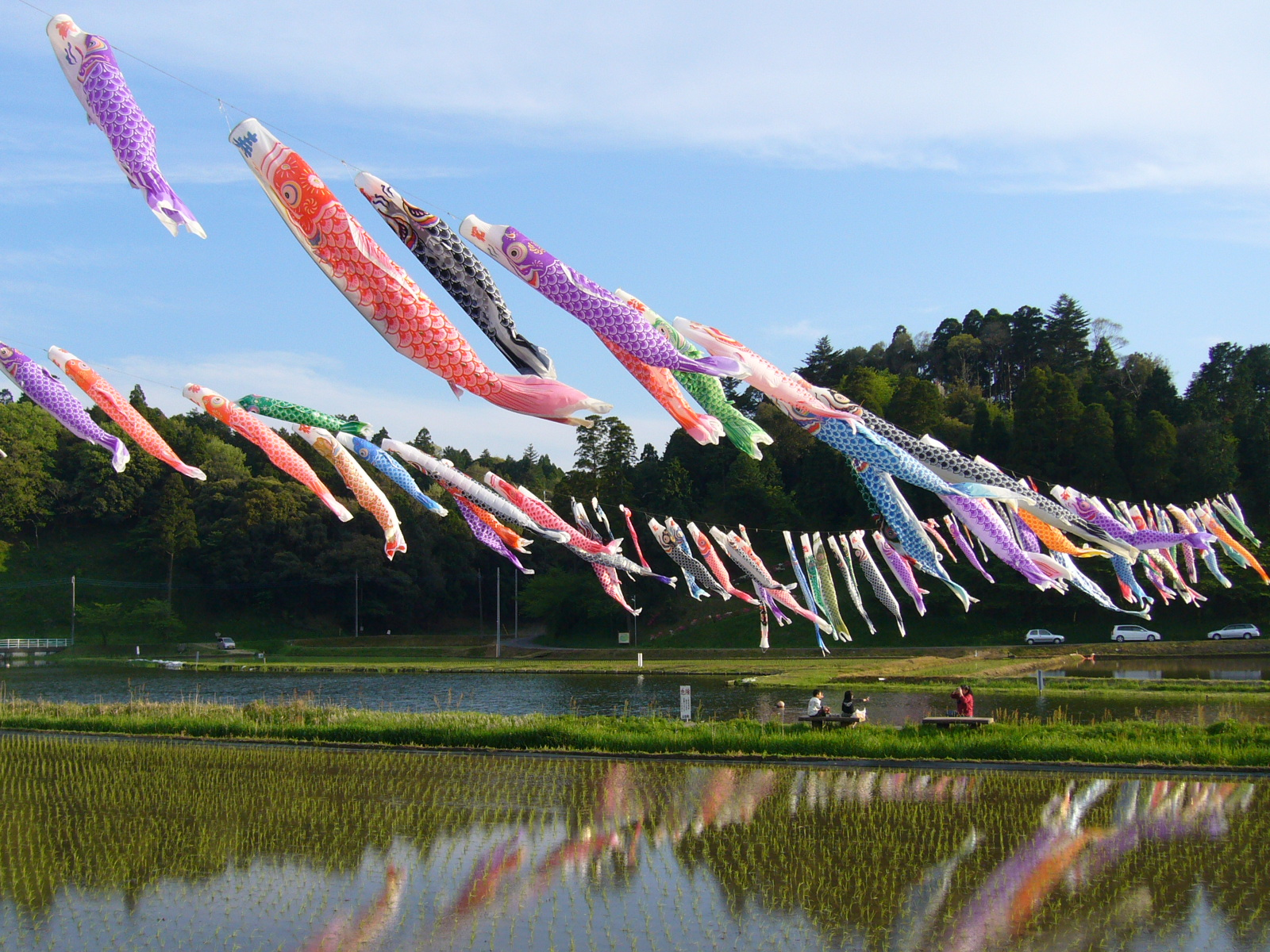
Koinobori treo thành hàng trên dây.

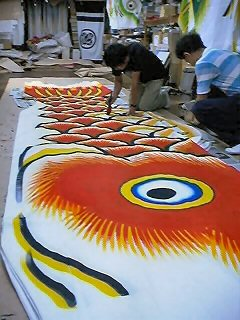
Xưởng chế tạo koinobori thủ công

Ngày lễ bé trai diễn ra vào tết Đoan ngọ mùng 5 tháng 5 dương lịch bắt nguồn từ thời Edo. Nhưng khung cảnh khắp nơi tại Nhật Bản đầy hình ảnh những koinobori trên bầu trời từ tháng 4 đến đầu tháng 5. Hình ảnh koinobori treo đứng trên sào ở trước nhà những người dân tượng trưng cho hình ảnh "cá vượt vũ môn", bơi ngược dòng thác, được cho là loài cá xuất thế, làm biểu tượng cầu mong cho những đứa trẻ trong nhà sau này lớn lên có thể tự thân lập nghiệp, thành công trên đường đời. Việc treo cờ mang ý nghĩa như một nghi thức chúc phúc những bé trai và gửi gắm hy vọng rằng chúng sẽ trưởng thành khoẻ mạnh. Các gia đình Nhật Bản ở đô thị không có sân vườn treo cờ lớn có thể treo trên ban công hoặc cửa sổ.
Koinobori có thể có kích thước ngắn từ 1 tấc cho đến vài mét. Năm 1988, chiếc koinobori dài 100m nặng 350 kg được làm ra tại Kazo, Saitama.